# プトラ駅
プトラ駅（プトラえき、マレー語: Stesen Putra）はマレーシアのクアラルンプールにある、マレー鉄道の駅である。
当駅に乗り入れている路線は線路名称上はウエスト・コースト線であるが、旅客線としてはKTMコミューターのスレンバン線とポート・クラン線が乗り入れをしている。

## 歴史
- 1995年8月14日 - 駅開業。KTMコミューター ラワン - クアラルンプール間運行開始。

## 駅構造
相対式ホーム2面2線を有する地上駅。駅舎は1番（上り）ホーム側に隣接しており、2番（下り）ホームとは跨線橋により連絡している。
駅南側に駅の東西を連絡する道路が設けられている。
| 1 | 1 スレンバン線     | スントゥル・バトゥ・ケーブス方面 |
| 1 | 2 ポート・クラン線 | ラワン・タンジュン・マリム方面   |
| 2 | 1 スレンバン線     | KLセントラル・タンピン方面       |
| 2 | 2 ポート・クラン線 | KLセントラル・ポート・クラン方面 |

## 駅周辺
- クッチン路（英語版）
- Regalia KL Stay（ホテル）
- クアラルンプールインドネシア人学校（マレー語版）
- サンウェイ・プトラ・モール（マレー語版）
- ラピドKL・PWTC駅（乗り換え駅ではない）

## 隣の駅
マレー鉄道
1 スレンバン線
スントゥル駅 (KC01) - プトラ駅 (KA04) - バンク・ネガラ駅 (KA03)
2 ポート・クラン線
スガンブ駅 (KA05) - プトラ駅 (KA04) - バンク・ネガラ駅 (KA03)